# Принц (п'єса)
П'єса «Принц» авторства Ебігейл Торн розповідає про персонажів творів Вільяма Шекспіра, які усвідомлюють, що опинилися в пастці театральної вистави, і прагнуть вибратися з неї. Виставу показували в театрі Southwark Playhouse з 19 вересня до 8 жовтня 2022 року, а її запис з'явився на потоковому сервісі Nebula 16 лютого 2023 року.
П'єса мала переважно трансгендерний склад акторів і надихалася твором Тома Стоппарда «Розенкранц і Гільденстерн мертві». За словами Торн, Шекспір часто створював чоловічих персонажів, які цікавилися темою гендеру, що надихнуло її на трансгендерну алегорію в п'єсі. «Принц» отримав низку нагород від The Offies та BroadwayWorld, але критики дали різні відгуки: вони відзначили цікавий підхід до спадщини Шекспіра і трансгендерну тематику, водночас маючи зауваження до окремих аспектів сюжету.

## Сюжет
П'єса починається зі сцени битви на Холмедон-Хілл, де події частково відтворюють сюжет «Генріх IV, частина 1». Хотспур — гіпермаскулінний лицар, який ще не усвідомив свою трансгендерність — веде англійське військо до перемоги над шотландцями. Однак між Хотспуром і принцом Гелом виникає напруга. Хотспур спершу збирається стратити шотландського лідера, захопленого в полон, але погоджується віддати його принцу Гелу, якщо той умовить свого батька викупити її швагра, який нещодавно потрапив у полон до валлійських повстанців.
Інші персонажі розкривають, що вони є сучасними жінками, які опинилися в мультивсесвіті шекспірівських п'єс, а не в середньовіччі. Сем, яка працює керівницею будинку для догляду, пояснює Джен, що зустріла її у «Юлії Цезарі» і натякає, що врятувала її, оскільки вони обидві трансгендерні жінки. Сем показує Джен чарівну карту з дверима, які дозволять їм вибратися у реальний світ у фіналі «Генріха IV, частина 1». Дівчата розлучаються, коли Хотспур просить Джен допомогти знайти загублений меч. Джен знаходить меч, але під час рукостискання з Хотспуром на знак подяки обидві відчувають сильний магічний поштовх, що переносить їх у нові сцени.
Джен знову зустрічається з Семом, а тим часом Хотспур опиняється вдома, де, розповідаючи дружині, леді Кейт, про битву, падає з уступу. Пізніше, у Лондоні, король Генріх IV відмовляється викупити зятя Хотспура з полону. Принц Гел натякає Хотспуру, що король роздратований через його власну гомосексуальність. Принц, потай закоханий у Хотспура, пропонує їй залишитися в Лондоні та ще раз звернутися до короля з проханням викупити її швагра, коли той буде в кращому настрої. Однак Хотспур відмовляє йому. Натомість вона, разом зі своїм батьком і дядьком, вирішує об'єднати сили з шотландцями та валлійцями, щоб підняти повстання проти короля Генріха IV.
Незважаючи на застереження від Сема, Джен вирішує поговорити з Хотспуром та іншими персонажами Шекспіра, намагаючись врятувати їх, як колись Сем врятувала її. Це втручання змінює хід сюжету «Генріха IV, частина 1»: герої переходять на сучасний діалект, починають піддавати сумніву свої середньовічні погляди і дедалі більше усвідомлюють, що перебувають на сцені перед глядачами. Врешті всі персонажі несподівано опиняються у «Гамлеті» замість «Генріха IV, частина 1». Сем зізнається, що вона застрягла у шекспірівському мультивсесвіті довше, ніж спершу говорила, граючи другорядну роль в «Антонії і Клеопатрі». Джен вибачається перед Сем, і разом вони повертаються до «Генріха IV, частина 1».
У першій частині «Генріха IV» Леді Кейт приносить Хотспуру її меч під час підготовки до битви при Шрусбері. Все ще збентежена недавніми метатеатральними подіями, леді Кейт запитує, що відбувається, але Хотспур заспокоює її, стверджуючи, що це був лише сон, і просить її повернутися додому. Коли вона не приймає цього пояснення, Хотспур гнівно заявляє, що її місія — слухатися свого чоловіка. Засмучена, леді Кейт йде, а дядько Хотспура повідомляє, що король Генріх IV і принц Гел несподівано прибули, щоб особисто взяти участь у битві, і що батько Хотспура занедужав і не зможе приєднатися. Попри застереження дядька, Хотспур вирішує продовжувати готуватися до битви.
Починається битва, і Сем з Джен пробираються крізь хаос, шукаючи вихід. Коли Хотспур намагається знайти принца Гела, щоб вступити з ним у двобій, перед ними з'являється вихід, і Джен намагається вмовити Хотспура втекти разом із ними. Сем вирішує залишити виставу, але Хотспур відмовляється покинути свою роль, і Джен вирішує залишитися з нею, пообіцявши допомогти, коли п'єса почнеться знову. Хотспур і принц Гел вступають у поєдинок, але коли Хотспур смертельно поранена, вона відмовляється промовляти свої передбачені репліки, які очікує від неї Гел, і помирає без героїзму, відступаючи від тексту п'єси.
На початку п'єси Хотспур, король Генріх IV, принц Гел і Дуглас неохоче виконують свої ролі, постійно перериваючи та відходячи від своїх реплік. Коли король Генріх IV запитує про їхнє місцезнаходження, Джен привітно зустрічає їх і допомагає втекти. У фінальній сцені Сем і Джен ніяково возз'єднуються, і Джен передає Сему чарівну карту. Джен запрошує Сема пообідати з друзями, але Сем відмовляється. Після цього Джен зустрічається з Хотспуром, який тепер вдягнений у жіночий одяг, а також із Гелом і Кейт.

## Виробництво

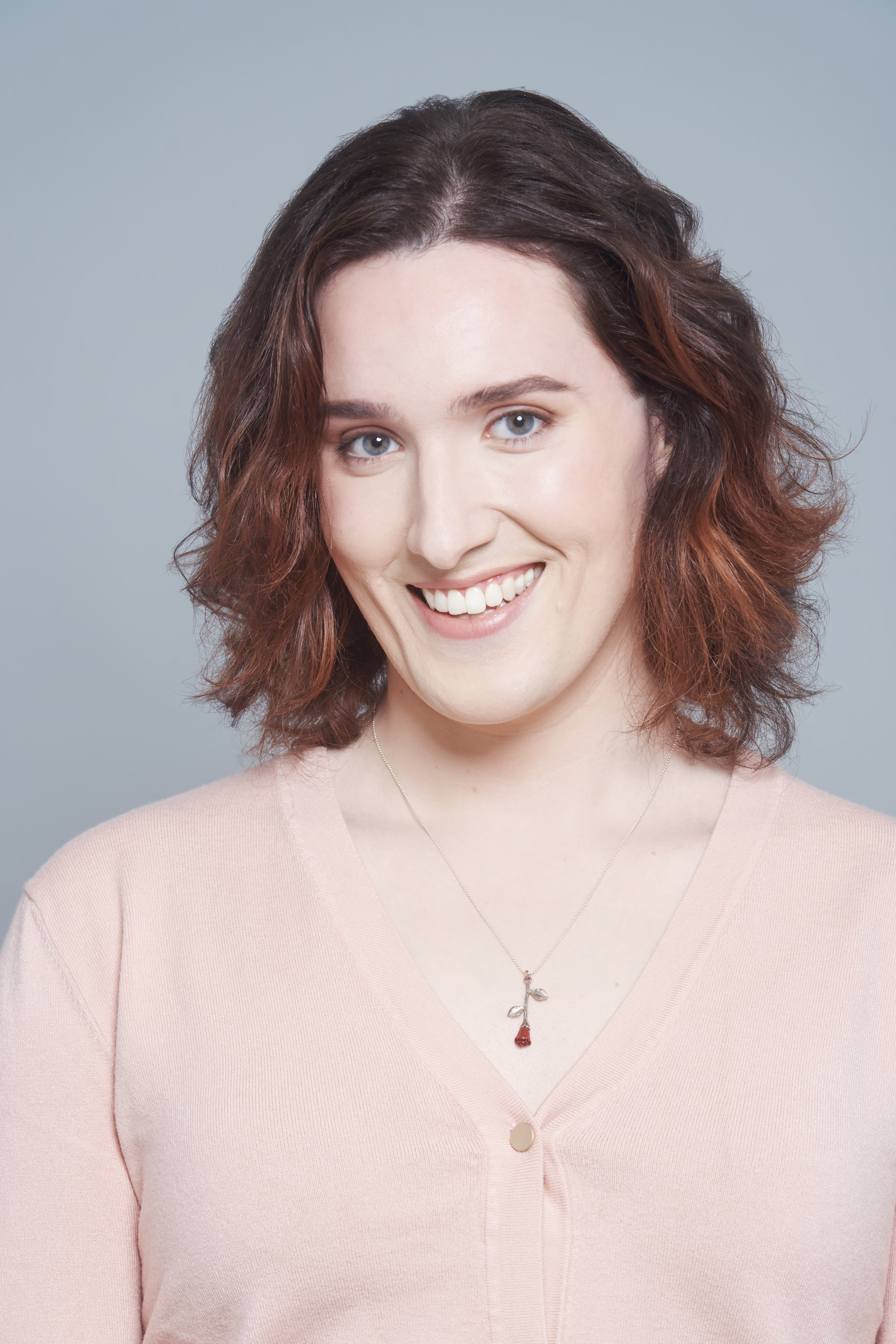
Ебігейл Торн

Британська ютуберка та актриса Ебігейл Торн почала роботу над п'єсою «Принц» ще в студентські роки, прагнучи дослідити персонажа Хотспура та писати сцени у віршованій формі. Торн черпала натхнення з п'єси «Розенкранц і Гільденстерн мертві», яка показує події «Гамлета» з погляду другорядних персонажів. Пізніше, після усвідомлення своєї трансгендерності, Торн переосмислила «Принца» через квір-призму та доопрацювала його разом із драматургом Донакадом О'Браєном.
Через конфлікт інтересів Торн не брала участі у виборі акторів. Більшість акторського складу були трансгендерними, а багато членів команди також представляли квір-спільноту. Наташа Рікман виступала як режисерка, а Торн виконувала роль Хотспура. Марту Годфрі призначили відповідальною за освітлення, і вона використовувала кольорові, флуоресцентні лампи. На початку п'ятитижневого процесу репетицій актори пройшли навчання щодо обізнаності про трансгендерність. У надрукованому сценарії Торн вказала, що ролі Хотспура, Джен і Сема завжди мають виконувати транс-жінки у будь-яких майбутніх постановках цієї п'єси. Однак у пізнішому інтерв'ю Торн висловила готовність до постановок, де ролі Сема і Джен можуть виконувати небінарні або трансмаскулінні актори.
Попередній показ «Принца» відбувся 15 вересня 2022 року. Виставу грали з 19 вересня по 8 жовтня в Southwark Playhouse, що знаходиться в зоні Off West End, де вона була частиною гастрольного туру. Під час показів Торн знадобився офіцер безпеки для захисту від переслідувача. Початкове виробництво «Принца» було профінансовано та записано для стримінгового сервісу Nebula. Цікаво, що виробництво призупинили ще до прем'єрного вечора через зростання кількості підписок на Nebula. Запис вистави включає матеріали з двох різних вечорів, а також кадри широким планом, зроблені без присутності глядачів. Він вийшов на Nebula 16 лютого 2023 року, а пізніше того ж року була випущена оновлена версія.

## Теми
«Принц» порушує теми трансгендерної ідентичності, політичної радикалізації та складних, іноді нездорових романтичних, дружніх і сімейних стосунків. Торн описала цю п'єсу як «Матрицю, якби її написали в 1600 році». За словами Торн, твори Шекспіра добре підходять для транс-алегорії, оскільки спочатку всі ролі в них виконували чоловіки, а в сюжетах часто фігурують жарти про переодягання або помилки в ідентифікації статі персонажів. Персонаж Торн, Хотспур, зображений Шекспіром як ідеалізований чоловік. Торн розглядає «Принца» не як «екстравагантну п'єсу», а як історію про «персонажів, які застрягли в пастці з різних причин», і порівнює це з періодом, коли приховувала свою гендерну ідентичність на каналі Philosophy Tube.

## Нагороди
| Рік  | Нагорода                           | Категорія                                                               | Номінант      | Результат      |
| ---- | ---------------------------------- | ----------------------------------------------------------------------- | ------------- | -------------- |
| 2022 | The Off West End Theatre Awards    | ONEOFF                                                                  | Abigail Thorn | Неконкурентний |
| 2022 | BroadwayWorld UK / West End Awards | "Найкращий актор, що виконує головну роль у новій постановці п'єси"     | Abigail Thorn | Перемога       |
| 2022 | BroadwayWorld UK / West End Awards | "Найкраща нова постановка п'єси"                                        | Принц         | Перемога       |
| 2022 | BroadwayWorld UK / West End Awards | "Найкращий актор/актриса у ролі другого плану в новій постановці п'єси" | Mary Malone   | Перемога       |
| 2022 | BroadwayWorld UK / West End Awards | "Найкращий актор/актриса у ролі другого плану в новій постановці п'єси" | Tiana Arnold  | Номінація      |